# Provincia de Cartagena (Bolívar)
La provincia de Cartagena fue una de las provincias del Estado Soberano de Bolívar (Colombia). Fue creada por medio de la ley del 26 de diciembre de 1862, a partir del territorio del departamento de Cartagena. Tuvo por cabecera a la ciudad de Cartagena de Indias. La provincia comprendía los actuales territorio de las subregiones bolivarenses del Norte y Dique; además, del norte del municipio de San Onofre (Sucre).

## División territorial
En 1876 la provincia comprendía los distritos de Cartagena de Indias (capital), Arjona, Arroyohondo, Barú, Bocachica, Calamar, Mahates, Flamenco, Pasacaballos, Pie de Popa, Rocha, San Antonio, San Estanislao, Santa Ana, Santa Catalina, Santa Rosa de Lima, Turbaco, Turbaná y Villanueva.